# 劉世勛
劉世勛（？年—？年），字寶華，山西省神池縣人，畢業於山西西學專齋，宣統三年進士。英國里茲大學制革科畢業。

## 生平
- 宣統三年，經學部考試列優等；八月甲子引見，賞給進士出身[2][3]。
- 民國八年，山西糧股局製革科科長防疫總局襄辦員[4]